# France Loisirs
France Loisirs est un club de livres implanté en France qui comptait 1,5 million d'adhérents actifs en 2017, n'en compte plus que 800 000 en 2022.
Le club est présent sur l’ensemble du territoire français à travers un réseau de 34 boutiques mais également grâce à un site internet et à ses services de vente à distance (courrier postal, téléphonie).

## Historique
France Loisirs est fondé en 1970 par le groupe Bertelsmann et les Presses de la Cité.
En 1981 est créé Voyages Loisirs dont 51 % du capital sera cédé à Odalys en 2012. À la suite de plusieurs exercices en perte, cette participation est mise en redressement judiciaire le 12 octobre 2016.
En 1998, France Loisirs lance sur Internet, en partenariat avec le groupe de services numériques Atos, le premier roman interactif, Trente jours à tuer, écrit par l'écrivain français Yann Queffélec en collaboration avec les internautes.
En juin 2011, France Loisirs est rachetée par le groupe Actissia lui-même racheté par Adrian Diaconu, directeur de Rakuten Europe et ancien du groupe Bertelsmann, via sa société d'investissement International Technology Solutions en mars 2015, pour un montant non divulgué.
En janvier 2022, la Financière Trésor du patrimoine rachète France Loisirs.
Cette société possède la marque Le Grand Livre du mois.

### Depuis 2017: procédure de redressement
En novembre 2017, deux ans et demi après avoir risqué la faillite, France Loisirs sollicite, auprès du tribunal de commerce de Paris, par l'intermédiaire de son propriétaire, Adrian Diaconu, l'ouverture d'une procédure de redressement judiciaire, obtenu en décembre 2017, avec un plan de continuation.
En décembre 2018, la direction annonce la sortie du redressement judiciaire pour France Loisirs, Socprest, Setralog et Marigny&Joly.
En novembre 2021, Adrian Diaconu annonce chercher un nouveau repreneur pour France Loisirs après avoir échoué à redresser l'entreprise. Déclarée en cessation de paiement le 29 septembre 2021, France Loisirs est placée en liquidation judiciaire le 25 octobre.
En décembre 2021, l'offre de reprise par Financière trésor du patrimoine est acceptée par le tribunal de Paris. Cette offre implique la suppression de 600 emplois et le maintien de seulement 14 magasins sur 122. Début janvier 2022, la société Financière trésor du patrimoine annonce que le plan de reprise comprend finalement le maintien de 34 boutiques en comptant les 20 boutiques partenaires affiliées à France Loisirs.

## Activité
France Loisirs propose aux adhérents du Club, tous les trois mois, une sélection de livres, nouveautés, actualités, avant-premières ou en réédition, couvrant toutes les catégories (jeunesse, romans, suspense, fantasy, young adult, BD…). Certains sont issus des grands succès de la littérature, d'autres sont moins connus mais sont sélectionnés pour leur qualité par le comité France Loisirs ou par les adhérents.  Enfin, certains livres sont lancés en avant-première dans le Club, comme les romans d'Harlan Coben, ce qui permet aux adhérents de découvrir certains ouvrages avant tout le monde.

## Concours France Loisirs / Nouvelles Plumes

### Les éditions Nouvelles Plumes
Le site des éditions Nouvelles Plumes est une plateforme qui met en lien des auteurs non publiés et des lecteurs bénévoles. Les auteurs ont ainsi la possibilité de soumettre leur livre aux lecteurs qui attribuent une note et une critique. Nouvelles Plumes évalue ainsi chaque année des centaines de romans grâce aux très nombreuses fiches réalisées par leurs lecteurs. Depuis 2013, année de lancement de la plateforme, ce sont plus de 170 romans qui ont été lancés en avant-première par France Loisirs.

### Déroulement de la sélection des lauréats
Depuis 2013, les éditions Nouvelles Plumes et France Loisirs organisent conjointement des concours littéraires dont le but est de mettre en lumière un auteur non connu (pas encore publié ou alors sans succès). Le gagnant se voit décerner un prix (prix des Lecteurs, prix de l'Imaginaire ou prix de la Romance) ainsi qu'un contrat d'édition avec Nouvelles Plumes. Son roman est ensuite publié durant 6 mois dans les catalogues France Loisirs et mis en avant sur le site internet et dans les boutiques.

#### Critères de sélection
Pour être sélectionné, l'ouvrage doit être écrit sous la forme d'un roman, dans les genres spécifiques à chacun des concours :
- Thriller, Policier, Contemporain, Historique… pour le prix des Lecteurs
- Fantastique, Fantasy, Young Adult, ou Science-Fiction pour le prix de l'Imaginaire
- Roman sentimental destiné aux adultes (pas de nouvelles, pas de roman jeunesse…) pour le prix de la Romance

Le roman doit faire au minimum 400 000 signes. Ne peuvent participer aux concours que des œuvres originales.

#### Sélection des manuscrits
La sélection (composée en général de plusieurs dizaines de romans) réalisée par les éditions Nouvelles Plumes est soumise à un comité de lecteurs pour être lue et notée. La moyenne des notes obtenues permet ensuite d'établir la liste des finalistes.

#### Choix du lauréat
Le jury final se compose à la fois de membres des éditions Nouvelles Plumes et de France Loisirs. Ce jury a la tâche de lire les romans finalistes et de sélectionner parmi eux le gagnant qui recevra selon le concours l'un des trois prix.

### Prix des lecteurs
| Édition | Prix                   | Titre du livre                       | Auteur(e)          | Catégorie | Président(e) du Jury |
| ------- | ---------------------- | ------------------------------------ | ------------------ | --------- | -------------------- |
| 1re     | Prix des lecteurs 2013 | Le Silence des loups                 | Eric Robinne       | Thriller  | Tatiana de Rosnay    |
| 2e      | Prix des lecteurs 2014 | Traque mortelle                      | Sandra Alves       | Suspense  | Eric Robinne         |
| 3e      | Prix des lecteurs 2015 | Tu es moi                            | Edmonde Permingeat |           | Michel Bussi         |
| 4e      | Prix des lecteurs 2016 | Cadran                               | Sébastien Bouchery | Thriller  | Karine Giébel        |
| 5e      | Prix des lecteurs 2017 | Les Beaux Lendemains de Saint-Chanas | Véronique Lesimple |           | Amélie Nothomb       |
| 6e      | Prix des lecteurs 2018 | A corps ouverts                      | Nathalie Guyader   |           | Amélie Nothomb       |
| 7e      | Prix des lecteurs 2019 | Tombent les Rois                     | Julie Bind         | Thriller  | Angélina Delcroix    |
| 8e      | Prix des lecteurs 2020 | Ravages                              | Lison Carpentier   | Thriller  |                      |

### Prix de l'Imaginaire
| Édition | Prix                      | Titre du livre                                   | Auteur(e)         | Président(e) du Jury |
| ------- | ------------------------- | ------------------------------------------------ | ----------------- | -------------------- |
| 1re     | Prix de l'Imaginaire 2014 | Les Ailes d’Émeraude                             | Alexiane de Lys   |                      |
| 2e      | Prix de l'Imaginaire 2015 | Le dernier brûleur d'étoile                      | Sophie Val-Piguel |                      |
| 3e      | Prix de l'Imaginaire 2016 | Edween, Le Monde des Faës                        | Charline Rose     | Cassandra O'Donnell  |
| 4e      | Prix de l'Imaginaire 2017 | L'Hayden - Le Secret d'Eli                       | Julie Muller Volb | Alexiane de Lys      |
| 5e      | Prix de l'Imaginaire 2018 | Le Royaume d'Esiah                               | Mélanie Gaujon    | Mathieu Gaborit      |
| 6e      | Prix de l'Imaginaire 2019 | Les Syys, la prophétie de Nokomus                | Myriam Savary     | Georgia Caldera      |
| 7e      | Prix de l'Imaginaire 2020 | Une Ombre sur l'Univers - Naissance d'une Nessou | Gwendoline Cachia | H. Roy               |
| 8e      | Prix de l'Imaginaire 2021 | Les Héritiers de Salem                           | Emilie Bonnet     |                      |

### Prix de la Romance
| Édition | Prix                    | Titre du livre        | Auteur(e)          | Président(e) du Jury |
| ------- | ----------------------- | --------------------- | ------------------ | -------------------- |
| 1re     | Prix de la Romance 2018 | L'Amour entre 2 rives | Marine Ienzer      | Fleur Hana           |
| 2e      | Prix de la Romance 2019 | Le Parfum de Katsu    | Claire Volanges    |                      |
| 3e      | Prix de la Romance 2020 | Skinny Love           | Jennifer Schneider |                      |
| 4e      | Prix de la Romance 2021 | Clair de Lune         | Mélanie Lebas      |                      |

## Communication

### Identité visuelle (logo)

Ancien logo de France Loisirs jusqu'en décembre 2014.
Logo de France Loisirs depuis décembre 2014.

### Slogans
- « Le club où il fait bon vivre »
- « Vous n'êtes pas au bout de vos découvertes »